# Magnés
Magnés (řecky Μάγνης, latinsky Magnes) byl v řecké mytologii syn Aiola a jeho manželky Enareté. Jeho dědem byl Hellén, praotec všech Řeků.
Jeho bratry byli:
- Krétheus, zakladatel města Iólkos
- Sisyfos, zakladatel města Korinth
- Salmóneus, zakladatel města Salmóna
- Athamás, vládce v Orchomenu
- Deión, vládce ve Fókidě
- Periérés, vládce v Messéně